# River Blyth, Suffolk
River Blyth är ett vattendrag i Storbritannien.   Det ligger i riksdelen England, i den sydöstra delen av landet, 150 km nordost om huvudstaden London.